# Bernardon de la Salle
Pour les articles homonymes, voir Chicot.
Bernardon de la Salle, né en 1339 et mort en juin 1391, originaire du diocèse d'Agen, gendre de Bernabò Visconti, chef routier, est le seigneur de Figeac, de Mornas, de Caderousse, d'Oppède, de Malaucène, de la Tour-de-Canillac et de Mas-Blanc (à Saint-Rémy-de-Provence) ainsi que de Soriano nel Cimino en Italie.

## Biographie

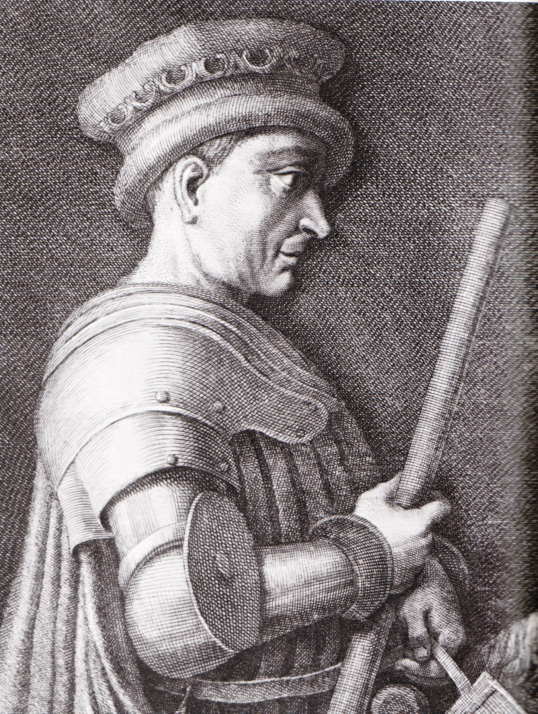
Gravure à l'effigie de John Hawkwood, beau-frère de Bernardon de la Salle.

Surnommé Chicot par ses compagnons[réf. nécessaire], il est aussi peu connu en France que célèbre en Italie où il apparaît sous les noms de Bernardo della Sala ou de Bernardo Guascone. John Hawkwood (Giovanni Acuto), son beau-frère, le considère comme le meilleur des condottières depuis Giovanni degli Ubaldini.

### À la solde des Anglais, des papes d'Avignon et des Visconti
Bernardon s'illustra tant par ses faits d'armes au service de Charles le Mauvais, roi de Navarre, du Prince Noir, du pape d'Avignon, Clément VII, de Louis II d'Anjou, comte de Provence et roi de Naples, que des Visconti. À leur service, il est de notoriété que jamais le Gascon ne commit un seul acte de lâcheté ou de félonie. Il serait difficile de dire de même lors de ses guerres d'aventure en Languedoc rhodanien (Pont-Saint-Esprit, Anduze), en Bourbonnais (Saint-Pourçain, Belleperche) ou en Italie contre Sienne, Pise ou Lucques. Marié à Riccarda, une fille naturelle Bernabò Visconti, il est aussi le père de Bernardon de Serres et d'Antoine de la Salle.

## Ses campagnes en France
Il commença sa carrière en France, en 1359, aux côtés de Jean de Grailly, Captal de Buch, capitaine de Charles le Mauvais, roi de Navarre. Démobilisé après la paix de Brétigny, il fut l'un des initiateurs des Grandes Compagnies en mai 1360.

### Un des chefs des Tard-Venus
Ces routiers arrivèrent dans la vallée du Rhône, en décembre de la même année. Outre Chefs Bernardon de la Salle, il y avait John Hawkwood, le Petit Meschin, Robert Briquet, l'Espiote, John Creswey, Naudon de Bageran, Lamit, Bataillé et le Bour de Lesparre. Ces routiers, connus sous le nom de Tard-Venus, étaient à la solde d'André de Beaumont, le beau-frère du duc de Lancastre, et de Pierre Vernay, dit l'Anglois, qui avaient pour mission de mettre sur le trône de France un dénommé Jean Gouge (Gianinno Guccio ou Baglioni). Celui-ci prétendait être Jean Ier de France, dit le Posthume, le fils de Louis X le Hutin et de Clémence de Hongrie.
Le Gascon s'illustra dans la nuit du 28 décembre en prenant d'assaut Pont-Saint-Esprit. Face à sa fougue, le Sénéchal de Beaucaire, Jean de Souvain, qui dirigeait la résistance, se cassa une jambe en tombant d'un des hourdages de bois des remparts. Ce dont fut pitié, car ils y occirent tant maint preudommes et violèrent tant maintes dames et demoiselles, et y confirent si grant avoir que sans nombre, et grande pourveance, pour vivre un an tout entier nous a confié Froissart.

### Mercenaire des Anglais et du roi de Navarre
Puis, Bernardon participa à la fameuse bataille de Brignais où les troupes régulières françaises furent défaites et où trouva la mort Jacques de Bourbon, comte de la Marche. Il rejoignit ensuite Robert Knolles et John Creswey avec lesquels il ravagea le vignoble de Saint-Pourçain.
Revenu au service de Charles le Mauvais en 1363, en octobre, il prit par surprise la Charité-sur-Loire, où il allait être assiégé par les troupes françaises en mai 1364, après la victoire de Cocherel. Il avait en face de lui, le connétable Moreau de Fienne, les maréchaux Jean Ier le Meingre, dit Boucicaut, et Arnould d'Audrehem, ainsi que Mouton de Blainville, Louis de Sancerre et Bertrand du Guesclin. Ne recevant aucun secours du roi de Navarre, Bernardon s'engagea avec Creswey et Briquet à rendre la Charité et à ne plus servir le Mauvais pendant trois ans.

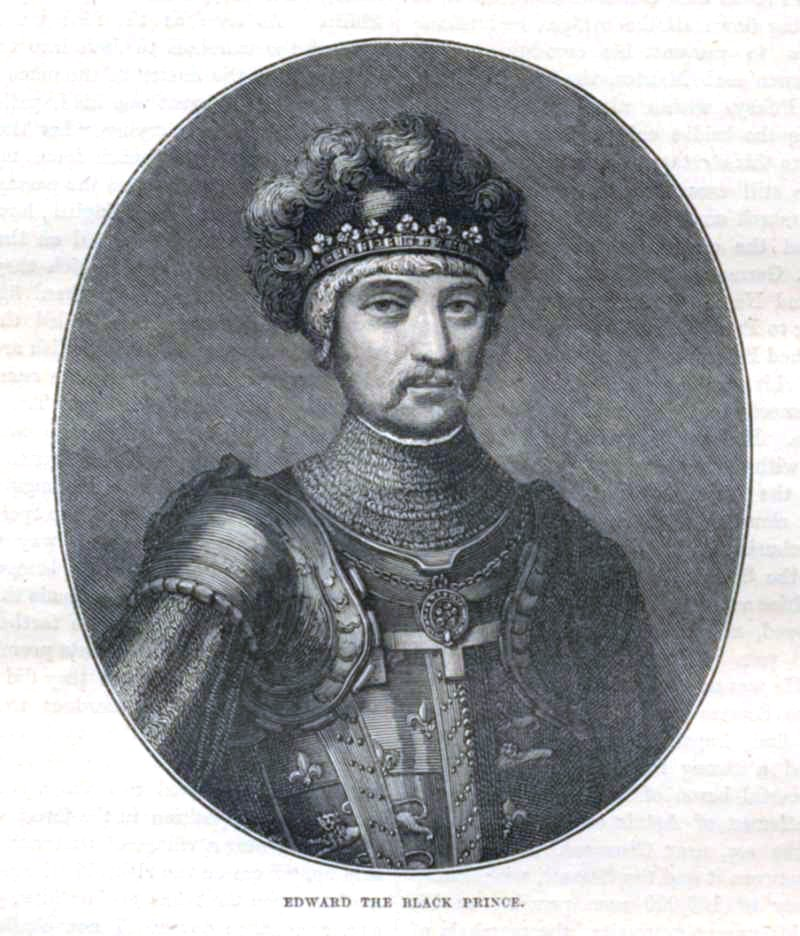
Le Prince Noir, lithographie du XIXe siècle

### Au service de du Guesclin et du Prince Noir
L'année suivante, il se trouva en Espagne en compagnie de Bertrand du Guesclin pour aider Henri de Trastamare à renverser Pierre le Cruel, roi d'Aragon. Mais Bernardon, au cours du mois de février 1367, passa sans état d'âme au service du Prince Noir pour lutter cette fois contre Henri de Trastamare et Bertrand du Guesclin.
En la mi-août 1369, toujours pour le compte du Prince Noir, il s'empara avec Bernard de Wisk et Hortingo de la Salle, du château de Belleperche, ou résidait Isabelle de Valois, belle-mère de Charles V de France. Il y fut assiégé en septembre 1369, par Pierre Ier de Bourbon, Louis de Sancerre et Édouard de Beaujeu mais ne se rendit qu'en mai 1370. Ce qui lui permit de participer en septembre de cette même année à la reprise et au sac de Limoges avec le Prince Noir.

### Le seigneur de Figeac revient en Languedoc

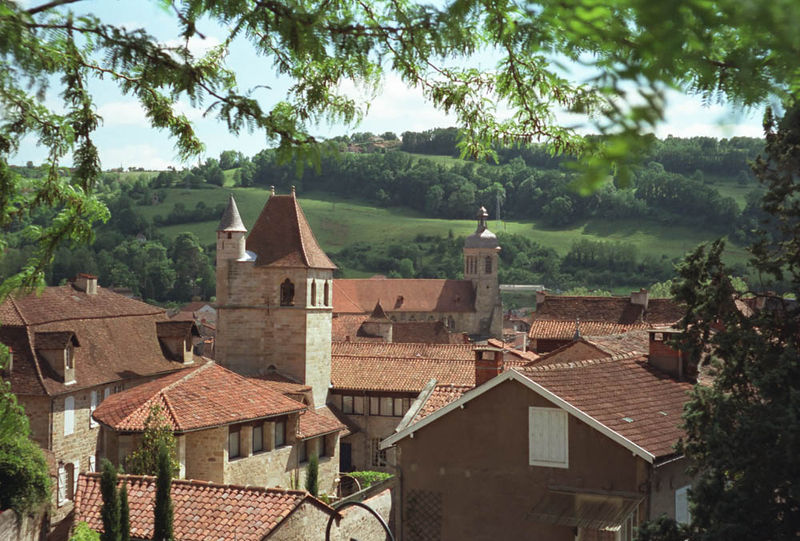
Figeac, fief offert par les Anglais à Bernardon de la Salle

Il fut adoubé par son compagnon d'armes Bertucat d'Albret le 14 octobre 1371, jour où il prit Figeac pour les Anglais,. Il n'abandonna cette cité, dont lui avait été donné la seigneurie, que contre 120 000 francs pour la délaisser au cours de l'été 1373 après avoir fait jurer fidélité par ses habitants au roi d'Angleterre.
Mais depuis le 10 mars 1372, d'étranges rumeurs circulaient à Nîmes concernant une compagnie de routiers qui s'était retranchée dans Anduze, fief de Guillaume III Roger de Beaufort, frère de Grégoire XI.
C'était l'avant-garde des troupes de Chicot qui campaient aux portes du Puy-en-Velay. Inquiets, les consuls nîmois envoyèrent leurs valets de ville auprès des municipalités de Viviers et d'Aubenas avec pour mission de vérifier sur place la présence, le nombre et les intentions de ces gens d'armes.

### Le pillage de l'Anduzenque
Jusqu'à la fin de l'été 1372, Bernardon de la Salle et ses hommes s'installèrent dans l'Anduzenque et vécurent sur le pays. Le 3 septembre, plusieurs compagnies du Gascon firent mouvement vers Bagnols-sur-Cèze, autre fief du vicomte de Turenne défendu par Jean Coq, son Capitaine des Gardes. Après avoir tenté de s'emparer sans succès de la cité, les routiers se retirèrent et passèrent le Rhône par le pont du Saint-Esprit dans la nuit du 8 au 9 septembre afin de rejoindre leur chef qui s'était dirigé vers le Comtat Venaissin. Là, Bernardon traita avec Juan Fernández de Heredia. Le Capitaine des Armes du Comtat l'engagea avec nombre de ses gens dans les troupes de François des Baux, duc d'Andria. Le reste des compagnies se débanda pour refluer vers Nîmes dès le 15 septembre et passer sous les Arênes le 29 du même mois.

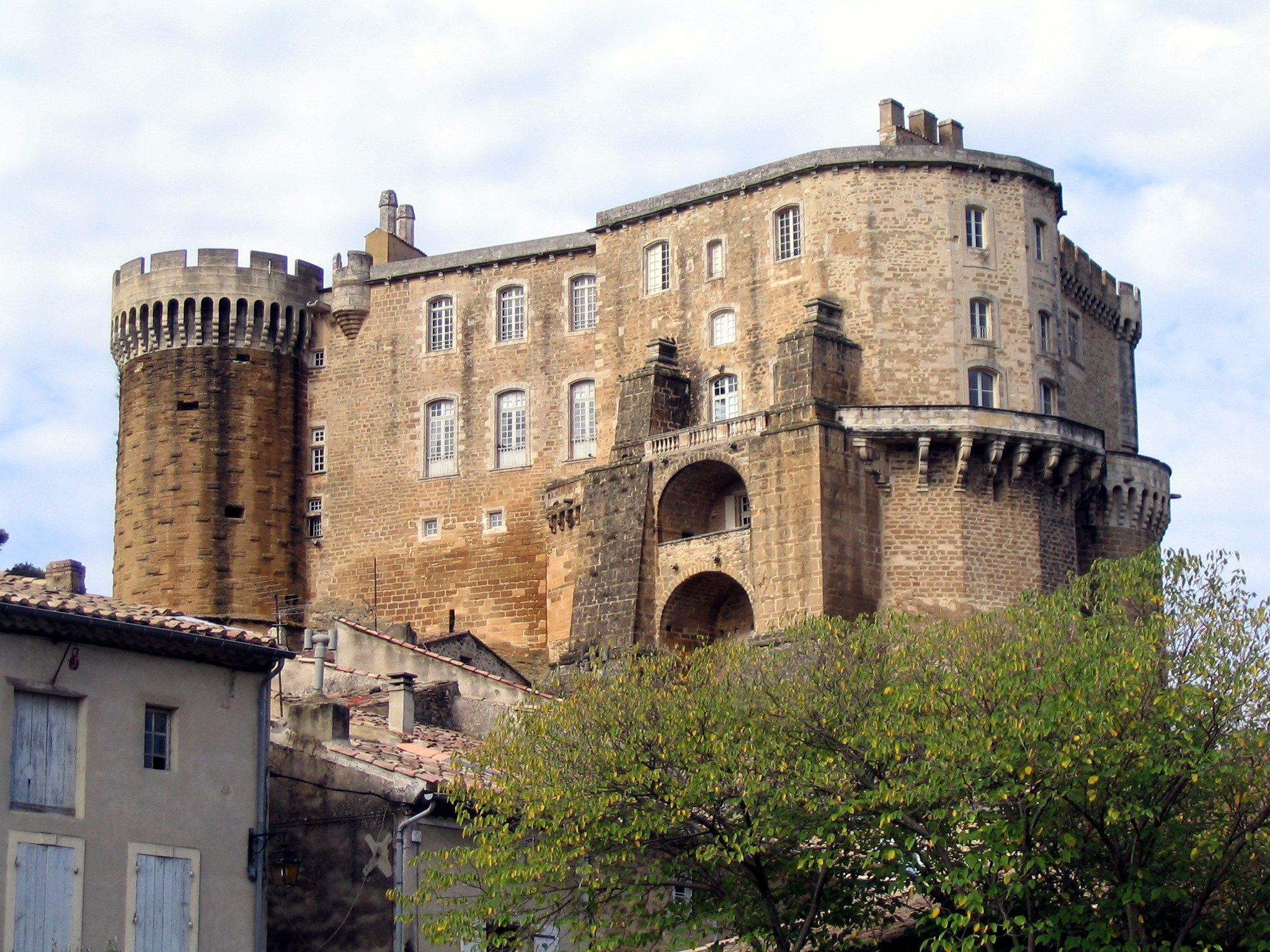
Le château de Suze-la-Rousse

### La défense du Comtat Venaissin
Arrivé dans le Comtat Venaissin, il entra au service de Grégoire XI. Au cours du premier semestre 1375, Raymond des Baux, prince d’Orange, menaçant les États pontificaux, Juan Fernández de Heredia chargea le Gascon et Raymond de Turenne d’attaquer Gigondas, Jonquières et Suze-la-Rousse, fiefs de son frère Bertrand. Une trêve ayant été signée, les deux Capitaines pontificaux engagèrent alors la lutte contre les Bretons d’Olivier du Guesclin qui repassèrent le Rhône.

## Ses campagnes d’Italie
Pour Bernardon cette première incursion en Italie fut décisive. Désormais, toute sa carrière militaire allait se dérouler dans la péninsule tant au service des papes d’Avignon (Grégoire XI ou Clément VII), qu’à celui de la seconde maison d’Anjou, (Louis Ier et son fils Louis II) ou aux côtés de son cousin Jean Galéas Visconti.

### Le Capitaine de Grégoire XI

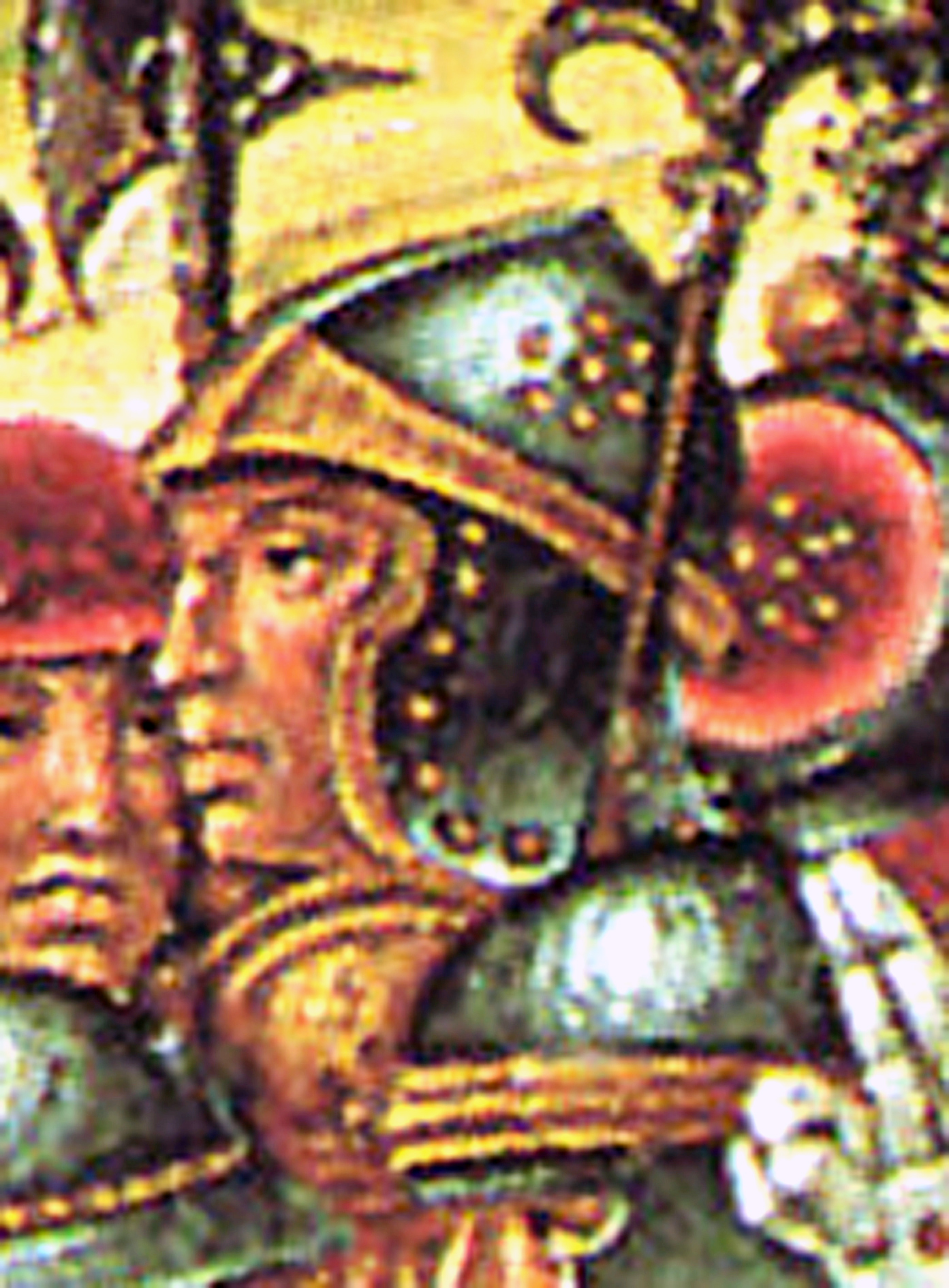
Raymond de Turenne
par Girolamo di Benvenuto
fresque de l’Ospedale Santa-Maria della Scala à Sienne

À la demande du pape, il fut recruté par Guillaume Noellet, cardinal-légat à la fin de l’année 1375. Sur son ordre, en compagnie de Jean de Malestroit et Sylvestre Budes, il mit le siège devant Bologne en juillet de l’année suivante. Pendant ce temps, Grégoire XI se préparait à retourner à Rome. Le pape prit la mer le 2 octobre 1376. Après un voyage mouvementé, le 14 janvier 1377, il débarqua à Ostie et remonta le Tibre pour rejoindre Rome.
Raymond de Turenne, neveu du pape, qui commandait les armées pontificales, fit immédiatement de Bernardon son bras droit. Face à une situation qui se dégradait, ils partirent en campagne afin de mâter les villes révoltées contre Grégoire XI. Tandis qu’en avril, Raymond attaquait Viterbe et Bolsena, en mai, Bernardon, à Solaro, mettait en fuite Astorre Manfredi.
Vers la fin du mois de mai, pour fuir les émeutes romaines, Grégoire XI se retira à Anagni. De sa résidence d’été, le pape donna ordre à Raymond de Turenne, Sylvestre Budes et Jean de Malestroit de marcher sur Florence. Malestroit s’y refusa. En dépit des efforts conjoints de Turenne, de Budes et du cardinal d’Ostie sa défection ne put être évitée. Non seulement l’armée pontificale ne put entrer sur les terres florentines, mais Malestroit se retourna contre les pontificaux et s’avança, à la mi-septembre, jusqu’à Subiaco pour exiger une augmentation de solde.
Déçu, le 5 décembre, le pape demanda à son neveu de rejoindre la France muni de lettres d’accréditation auprès des ducs d’Anjou, de Berri et de Bourgogne. Raymond de Turenne partit en confiant son commandement à Bernardon de la Salle.

### Au service du Sacré Collège

Blason d'Oppède

Blason de Mornas

Blason de Caderousse

Grégoire XI décéda dans la nuit du 26 au 27 mars 1378. Le soir du 7 avril, les cardinaux entrèrent en conclave. Il s’ouvrit sous les plus mauvais auspices. Le lendemain, les émeutiers encerclèrent le Sacré Collège. Les troupes de Bernardon et de son cousin Guillemet eurent toutes les peines à contenir la sédition. Un jour plus tard, sous la pression populaire, Bartolommeo Prignano fut élu. Il choisit comme nom Urbain VI.
Le nouveau pontife révéla alors un caractère entier et inflexible et se mit rapidement à dos les cardinaux. Mais déjà, une résistance s’organisait. À Viterbe, les habitants ayant refusé de faire allégeance au nouveau pontife, Bernardon, qui avait rejoint l’armée d’Urbain VI, fut envoyé contre eux en mai puis se retira à Bolsena.
Le Gascon changea alors de camp et rejoignit, à la fin juin, celui du Sacré Collège. Sur son ordre, en juillet, il chevaucha vers Rome. Rejoint par Malestroit, qui avait beaucoup à se faire pardonner, il se heurta aux Romains sur le pont Salario. Au cours du combat plus d’un demi millier d’entre eux furent tués. Pour le remercier, les cardinaux lui offrirent les revenus des fiefs d’Oppède, de Mornas et Caderousse tous sis près d’Avignon.
Ce fut le 20 septembre, à Fondi, que s’ouvrit un nouveau conclave sous la protection des lances de Bernardon. À l’unanimité, les cardinaux élurent Robert de Genève qui prit le nom de Clément VII. Le Grand Schisme d’Occident venait de commencer.
Le Gascon, en avril 1379, affronta John Hawkwood. Après cinq heures de combat, il fut vaincu et capturé par la Compagnie de Saint-Georges. Conduit à Rome, Chicot fut rapidement libéré sous la promesse de quitter le service de l’antipape. La reine Jeanne ayant été contrainte, le 18 mai 1379, de rejoindre l’obédience d’Urbain VI, Clément VII, n’ayant plus un seul allié de poids dans la péninsule, décida de revenir à Avignon où il arriva le 20 juin dans une ambiance de délire indescriptible.
Il y fut rejoint à la fin décembre par Bernardon. Celui-ci lui rendit hommage pour ses fiefs d’Oppède, de Mornas et de Caderousse. Ce fut lors de ce séjour, que Raymond de Turenne vendit à son ami gascon le château de la Tour-Canillac et le Mas-Blanc près de Saint-Rémy-en-Provence.

### Avec LouisIerd’Anjou à la conquête du royaume de Naples
De retour en Italie, en juin 1380, Bernardon écrasa une armée à la solde d’Urbain VI. À partir de cette date, il n’existe plus trace de ses faits d’armes jusqu’au printemps 1381 où il sembla plus agir comme routier que comme partisan du pape d’Avignon.
Tout bascula le 1er juin, quand le pontife romain couronna Charles de Duras roi de Naples. Il ne restait plus au neveu de la reine Jeanne qu’à conquérir son royaume. Trois jours plus tard, celle-ci lançait un vibrant appel à Louis Ier d’Anjou, frère de Charles V, pour qu’il vint à son secours.

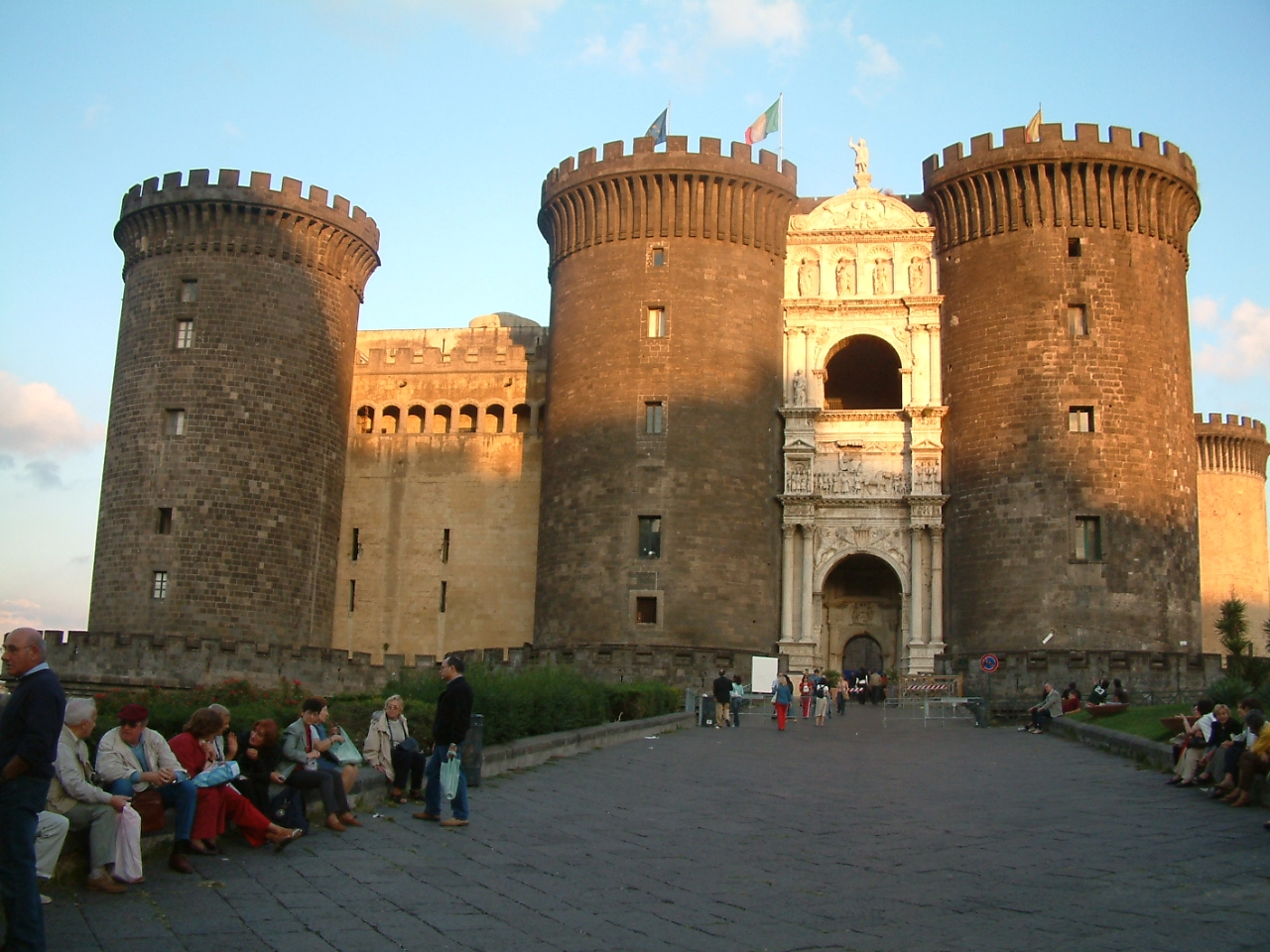
Le Castel Nuovo de Naples, siège du pouvoir des rois de Sicile et de Jérusalem

Le 8 juin, Duras quitta Rome. Le 24, il mettait en déroute les troupes d'Othon de Brunswick, époux de Jeanne de Naples, et quatre jours plus tard, il entrait dans le Royaume. Il fut fait immédiatement fait appel au Gascon. Mais en juillet, les troupes de Bernardon et d’Othon furent battues devant la porte Capuana à Naples. Obligé de se rendre, Chicot fut laissé libre contre la promesse de ne pas combattre contre Charles de Duras pendant un an.
Il tint sa promesse puisqu’il ne rejoignit Louis Ier d’Anjou, à Maddaloni, qu’au cours de l’automne 1382. Il pouvait à nouveau affronter les Carlistes. Ce fut surtout pendant le premier trimestre 1383 que Bernardon s’illustra. Il attaqua d’abord Montefiascone. Puis il se rendit à Orvieto et dévasta le plan de Sala.
Rejoint par Guillemet de la Salle, il s’allia avec le préfet de Rome, Francesco di Vico, pour dévaster la Maremme. Un coup d’arrêt à l’offensive angevine fut porté le 1er mars avec la mort d’Amédée VI de Savoie. Ses troupes se débandèrent et Bernardon dut retourner d’urgence dans le Comtat Venaissin à l’appel de Clément VII.
Mais le 30 août, Tarente, assiégé depuis le début du mois de mars, tomba entre les mains de duc d’Anjou dégageant ainsi la plus grande partie du royaume. L’Angevin prit dès lors officiellement le titre de roi de Sicile et de Jérusalem.
Le Gascon, qui avait rejoint le royaume de Naples, après s’être attaqué à Sant'Antonio Abate, Aversa et Casoria, au cours du mois de septembre, pilla Afragola. Son énorme butin fut entreposé à Caserte. Puis il passa dans les Pouilles où il resta jusqu’à la mort de Louis Ier d’Anjou le 21 septembre.

### Le Capitaine de Marie de Blois et de Louis II d'Anjou
Pour le Gascon, la conquête du royaume de Naples était provisoirement finie. En décembre 1384, en compagnie d’Othon de Brunswick, il s’embarqua pour la Provence et rejoignit Avignon.
Là, le 21 mai 1385, il assista au couronnement du jeune Louis II d’Anjou par Clément VII. Le royaume de Naples étant à reconquérir, le pontife avignonnais avança 60 000 francs à Marie de Blois, mère de Louis II. Le Gascon fut engagé comme capitaine pontifical.
À la fin de l’automne, Bernardon retourna en Italie pour reprendre la guerre contre les Carlistes et les Urbanistes. Il reprit d’abord Viterbe. Puis au cours de janvier 1386, il se dirigea vers Tarente. N’ayant pu s’en emparer, en mai, il s’en fut piller le territoire de Cetona puis la région de Pise. Au début de l’été, le Gascon, allié à Francesco di Vico, défit une armée d’Urbain VI à San-Michele in Teverina.
À partir du mois d’août, Chicot, son fils Bernardon de Serres et le préfet Vico firent de Viterbe leur place forte. Les Carlistes décidèrent de les en déloger au printemps 1387. Mais en mars, la cité se rebella contre le préfet. Alors que Bernardon fils se rendait à Canino, Bernardon père se dirigea alors vers Amelia et captura, dans Montefiascone, le recteur du Patrimoine. En juin, il entra à Orvieto, à la tête de 400 cavaliers, et expulsa de la cité les partisans d’Urbain VI.

### Le compagnon d’aventure

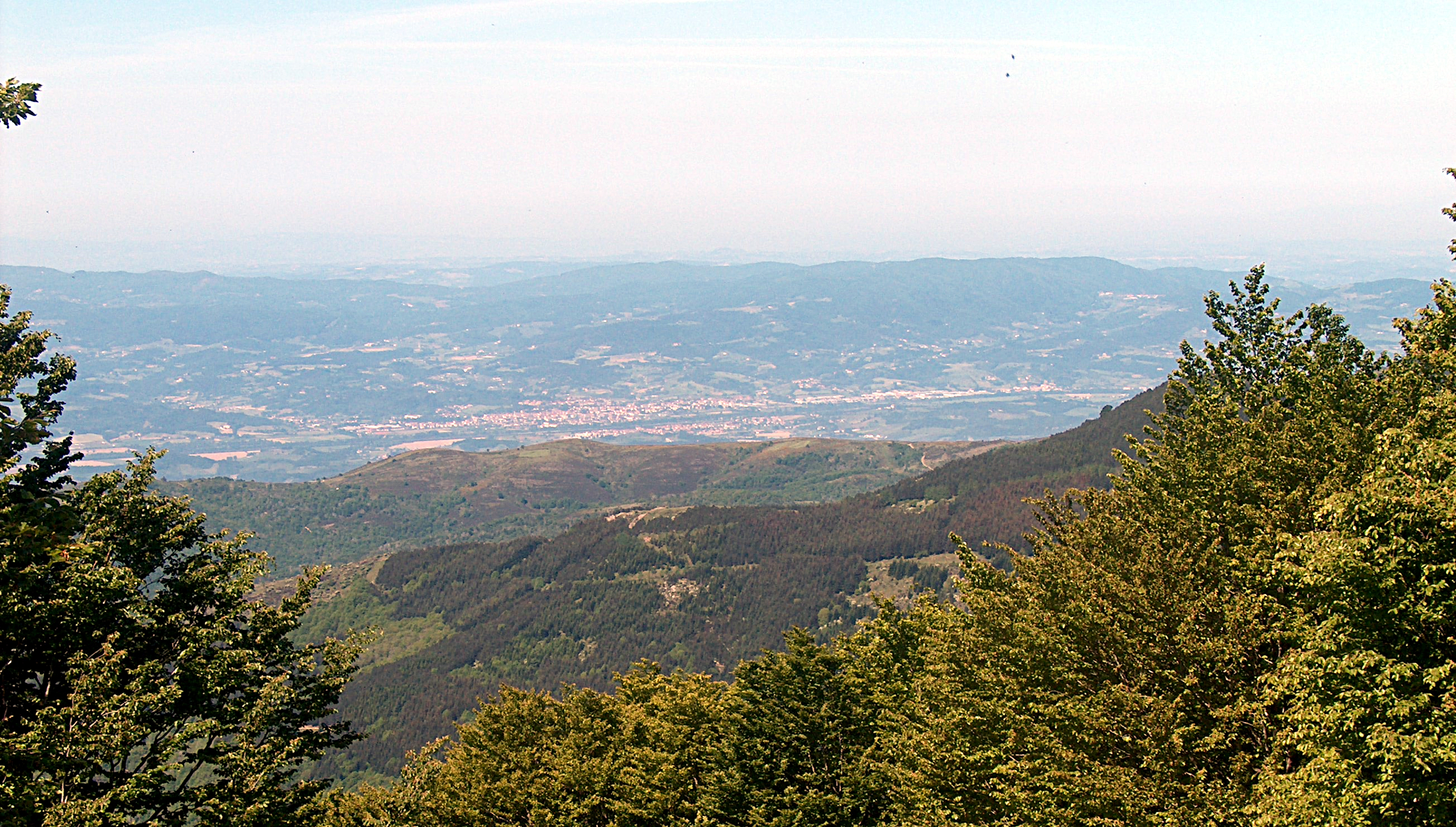
Le Valdarno, porte de Pise, entre Arrezo et Florence

À partir d’août 1387, Bernardon quitta le service de l’Église pour courir à nouveau l’aventure. En un semestre, il attaqua Pérouse, San-Michele in Teverina, Civitavecchia et Rispampani. En décembre, à la demande des Florentins, il s’empara du Valdarno, puis s’en prit à Sant'Agostino et San-Giusto alle Monache.
Les Pisans, inquiets, lui versèrent une rançon de 8 000 florins. Bernardon quitta alors Cascina pour se rendre à Cevoli et Casciana, qu’il mit à sac. Les Siennois lui octroyèrent 9 000 florins et Lucques 4 000. À la fin du mois, il s’en fut attaquer Fabbrica et Laiatico, puis se dirigea sur Volterra où il prit ses quartiers.
Ce fut là, en janvier 1388, qu’il fut contacté par les Florentins pour passer à leur service. Il refusa. La Seigneurie revient à la charge en avril. Leur proposition fut assez alléchante pour que le Gascon se rendit en Toscane au cours des mois de mai et de juin.
Les Siennois, pour s’en débarrasser, lui offrirent 12 000 florins. Il se dirigea alors vers Pise. Le 1er juin 1388, Piero Gambacorta, seigneur de cette cité, préféra lui remettre 13 000 florins. Le Gascon, après cette fructueuse campagne, rentra dans son nid d’aigle de Cannara.
L’occasion avait été si belle qu’en janvier 1389, Bernardon ne put résister aux sollicitations de son beau-frère John Hawkwood, passé au service de Florence. Ils partirent ensemble piller à nouveau la région de Sienne. Le Gascon ne se doutait pas qu’un mois plus tard, son ami Raymond de Turenne allait s’attaquer à son fief d’Oppède dans le Comtat Venaissin.

### À la solde de Clément VII et de Visconti
Y eut-il relation de cause à effet ? Toujours est-il qu’en mars 1389, Bernardon reprit à nouveau du service auprès de Clément VII et de la maison d’Anjou. Son premier combat se déroula dans le royaume de Naples. Ils avaient en face de lui son beau-frère John Hawkwood et son ami Othon de Brunswick, qui avaient choisi de rejoindre les Carlistes. Leur choc ne décida pas d’un vainqueur.

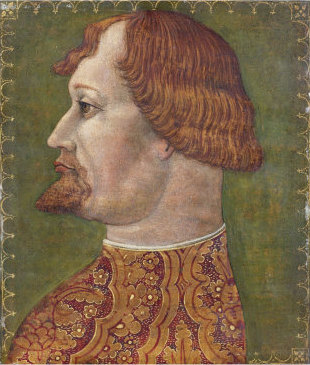
Jean Galéas Visconti, cousin de Bernardon de la Salle

Le Gascon fut alors contacté par Francesco Novello de Carrara pour rejoindre la Ligue contre le potentat de Milan. Non seulement il refusa mais avertit aussitôt Jean Galéas Visconti, du danger qu’il courait.
Au cours du mois d’avril, Clément VII demanda à Bernardon, qui était alors à la tête de 1 000 cavaliers gascons, d’investir le comté d’Avellino. Sa campagne contre les Carlistes fut victorieuse et le Gascon put entrer dans Naples avec ses troupes. De là, il s’en fut mettre le siège devant Benano et, durant tout le mois de mai, il en profita pour dévaster les campagnes de San-Michele in Teverina, Fabro, Salce et Corbara.
L’été arrivé, Bernardon fut à nouveau sollicité par Florence pour piller encore une fois la région de Sienne. Après une tentative avortée, le Gascon rentra dans le Patrimoine de Saint-Pierre afin de dégager la cité de Canino assiégée par les Urbanistes. Une telle activité ne pouvait qu’être récompensée et Chicot fut nommé recteur du Patrimoine par Clément VII. En septembre, il prenait ses fonctions en s’installant à Todi. Pendant ce temps, Urbain VI ne décolérait pas et menaçait son entourage de tous les sévices. Heureusement, le 15 octobre, le pontife romain passa de vie à trépas.
En dépit de nombreuses sollicitations des souverains chrétiens pour mettre un terme au schisme, les cardinaux de Rome décidèrent d’entrer en conclave et le 2 novembre, un des leurs, Pietro Tomacelli, devient Boniface IX.
Bernardon continua ses incursions. Il entra dans la marche d’Ancône et en Romagne, où ses troupes bloquèrent toutes les voies du nord. Au cours du mois de novembre, elles capturèrent et tuèrent une multitude de partisans du nouveau pape de Rome.

### L'entrevue de Mende

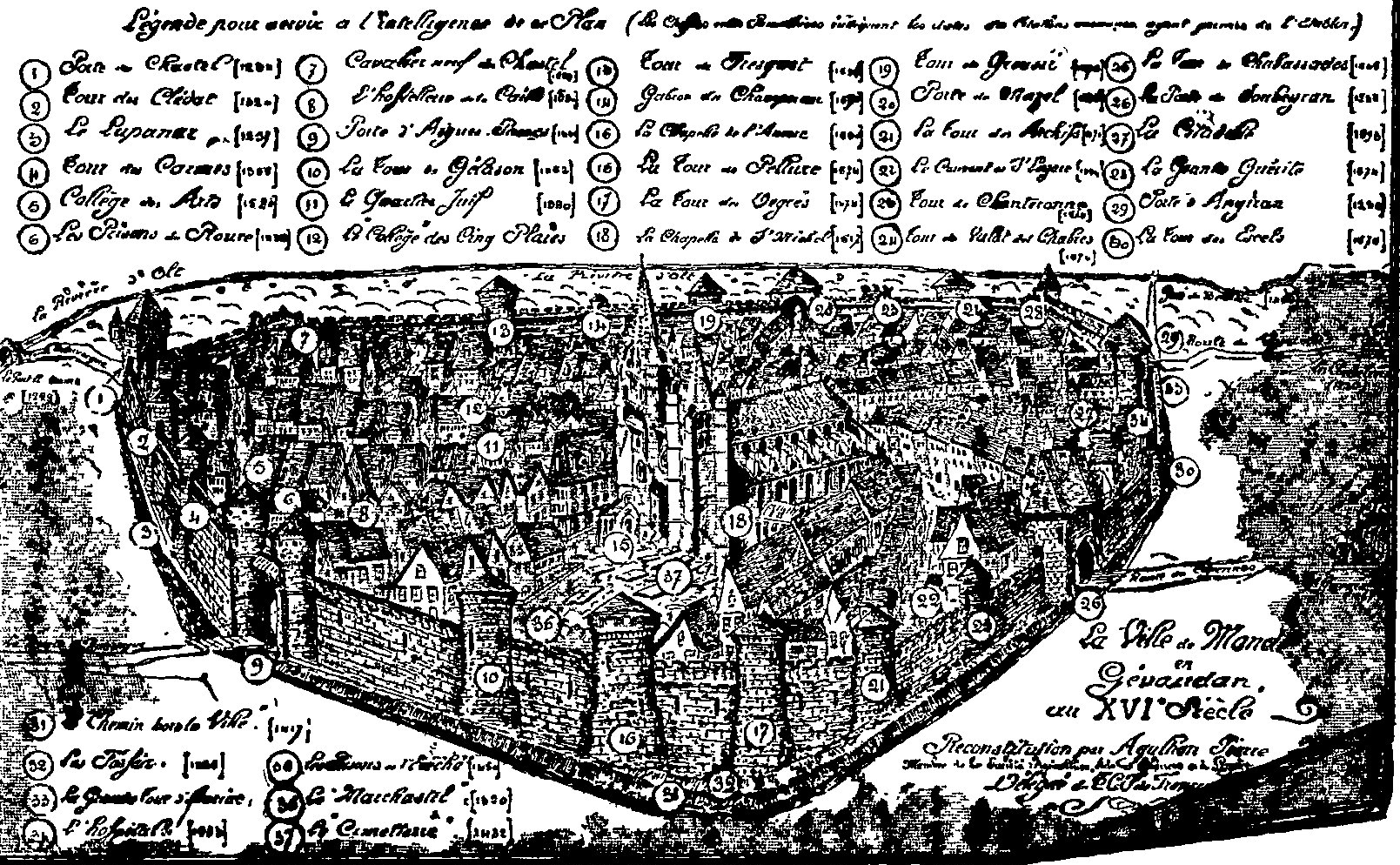
Mende au XVIe siècle d'après une ancienne gravure

Tout auréolé de ses succès italiens, Bernardon fut sollicité par Clément VII pour revenir en France. Sa mission était d’importance. En août 1390, il se trouvait à Mende où Jean III d'Armagnac tentait, au nom du roi de France, de mettre un terme à la guerre privée que Raymond de Turenne menait contre le pape d’Avignon. Le Gascon signa comme témoin un accord passé entre le légat de Clément VII, Antoine de Lovier, évêque de Maguelonne, et un représentant du vicomte de Turenne.
Cette entrevue de Mende permit aux Florentins d’envoyer des ambassadeurs pour solliciter le comte d’Armagnac. Il lui fut proposé de passer les Alpes et de venir attaquer le comte de Vertus en Lombardie.

### Une fin mystérieuse
Les liens familiaux entre Bernardon et son cousin étaient assez forts pour que le Gascon agisse. En octobre, il débarqua à Porto Pisano et demanda le libre passage aux Pisans pour se rendre auprès de Jean Galéas.
Son alliance avec son cousin lombard allant dans le même sens que sa lutte contre le rival du pape d’Avignon, Chicot, en avril 1391, parvint à soudoyer de nombreux capitaines à la solde des Florentins. À leur tête, il s’en fut assiéger Rome.
Mais la menace des Armignacois se précisait. Seul Raymond de Turenne avait refusé de suivre Jean et Bernard d’Armagnac en dépit de leurs requêtes amicales. Du coup, en mai, Bernardon revint en France et recruta un demi-millier de lances pour le compte de Visconti.
En juin, le Gascon, qui avait passé les Alpes, arriva en vue de Moncenisio. Là, il fut surpris dans une vallée par un détachement du comte d’Armagnac. Plus de la moitié de ses hommes furent tués au cours du combat du Ponte et trois cents faits prisonniers. Dans un premier temps, Bernardon réussit à s’enfuir. Mais il fut rattrapé et capturé dans un bois. Il n’eut droit cette fois à aucun quartier. Il fut mis à mort par trois de ses cavaliers qui l’avaient trahi.

### Mariage et enfants
Marié en Italie à Riccarda Visconti vers 1375, il eut au moins un fils légitime, Garcia, né vers 1380 qui revendiquera en 1413 l'héritage de son frère Bernardon 
Deux autres enfants lui sont connus : 
- Bernardon de Serres, né en 1359, enfant naturel reconnu en amont de son mariage qui décédera en 1413 sans héritier mâle.
- Antoine de La Sale, né vers 1388, enfant illégitime mais reconnu issu de Perrinette Damendel, paysanne, sa compagne du moment, héritier des biens provençaux de son père, lequel élevé à la cour d'Anjou, sera reconnu dans ses biens et titres en 1407 par Louis II d'Anjou, duc d'Anjou, comte de Provence.